# Benjamin Sanches
Benjamin Sanches de Oliveira (Manaus, 21 de abril de 1915 — Manaus, 1978) foi um poeta e contista brasileiro, membro do Clube da Madrugada. Enquanto sua obra foi influenciada pelo espaço regional amazônica, ela se destaca de outras de sua geração por ser direcionada à condição existencial de suas personagens. O trabalho de Sanches envolveu experimentações e inovações, em um momento em que a maioria das produções amazônicas eram marcadas por um regionalismo conservador. Além disso, seus contos foram caracterizados por invocarem cenas dionisíacas em um ambiente amazônico, revelando uma forte influência greco-romana.

## Obra
Poesia
- Argila, 1957

Contos
- o outro e outros contos (grafado pelo autor em minúsculas), 1963